# Doddasabbenahalli, Malur
Doddasabbenahalli là một làng thuộc tehsil Malur, huyện Kolar, bang Karnataka, Ấn Độ.